# Beautiful Night
«Beautiful Night» es una canción de Paul McCartney y es la decimotercera pista en su álbum de 1997, Flaming Pie. Esta canción data del año 1987, es decir, 10 años antes de su publicación e iba a ser publicada en el álbum Returnt to Peperland, cuando dicho album se canceló el tema se guardó hasta su publicación en 1997. Fue lanzada como el tercer y último sencillo de ese álbum en diciembre de 1997 y alcanzó el puesto 25.º en la UK Singles Chart, la lista de sencillos del Reino Unido.
Cuenta con la primera de dos colaboraciones realizadas por Ringo Starr en el álbum (la segunda es «Really Love You»), así como una orquestación de George Martin grabada en los estudios Abbey Road.